# Avery Robert Dulles
Avery Robert Dulles SJ (Auburn, 24 de agosto de 1918 — New York, 12 de dezembro de 2008) foi um professor da Universidade Fordham, escritor, teólogo, sacerdote da Companhia de Jesus e cardeal estadunidense.
Foi um raro caso de criação de cardeal que não foi ordenado bispo nem arcebispo da Igreja Católica. Foi feito cardeal pelo Papa João Paulo II em 21 de fevereiro de 2001.

## Juventude
Dulles nasceu em Auburn, Nova York , em 24 de agosto de 1918, filho de John Foster Dulles, o futuro Secretário de Estado dos Estados Unidos (que dá nome ao Aeroporto Internacional Washington Dulles), e de Janet Pomeroy Avery Dulles. Seu tio era Diretor da Central de Inteligência Allen Dulles . Tanto seu bisavô John W. Foster quanto seu tio-avô Robert Lansing também serviram como secretários de Estado. Seu avô paterno, Allen Macy Dulles, era membro do corpo docente do Seminário Teológico Presbiteriano de Auburn e publicou na área de eclesiologia, à qual seu neto também dedicaria atenção acadêmica como católico .
Ele recebeu sua educação primária na cidade de Nova York na St. Bernard's School e frequentou escolas secundárias na Suíça e na Choate School (agora Choate Rosemary Hall) em Wallingford, Connecticut. Ele então se matriculou no Harvard College em 1936.
Dulles foi criado como Presbiterianismo, mas tornou-se agnóstico quando era estudante em Harvard. Suas dúvidas religiosas diminuíram durante um momento pessoalmente profundo, quando ele saiu em um dia chuvoso e viu uma árvore começando a florescer ao longo do Rio Charles; depois daquele momento, ele nunca mais "duvidou da existência de um Deus todo bom e onipotente". Ele observou como seu teísmo se voltou para a conversão ao catolicismo : "Quanto mais eu examinava, mais ficava impressionado com a consistência e sublimidade da doutrina católica." Ele se converteu ao catolicismo no outono de 1940, para grande ira de seu pai, que quase o renegou como resultado.
Depois de ganhar o Phi Beta Kappa Essay Prize  e se formar em Harvard em 1940, Dulles passou um ano e meio na Harvard Law School , período durante o qual foi cofundador do "St. Benedict Center" com Catherine Goddard Clarke . O centro mais tarde tornou-se conhecido devido ao polêmico padre jesuíta Leonard Feeney . Dulles serviu na Marinha dos Estados Unidos durante a Segunda Guerra Mundial , alcançando o posto de Tenente . Por seu trabalho de ligação com a Marinha Francesa , Dulles foi premiado com a Croix de Guerre francesa.

## Companhia de Jesus e elevação a cardeal
Após sua dispensa da Marinha em 1946, Dulles ingressou na Companhia de Jesus, e foi ordenado ao sacerdócio em 1956. Depois de um ano na Alemanha, estudou eclesiologia com o jesuíta americano Francis A. Sullivan na Universidade Gregoriana em Roma, e recebeu o doutorado em teologia sagrada em 1960.
Dulles serviu no corpo docente do Woodstock College de 1960 a 1974, e na Universidade Católica da América de 1974 a 1988. Foi professor visitante na Pontifícia Universidade Gregoriana, Weston School of Theology , Seminário Teológico da União (Nova York), Seminário Teológico de Princeton, Seminário Teológico da Virgínia , Seminário Teológico Luterano em Gettysburg , Boston College, Campion Hall, Oxford , Universidade de Notre Dame, Universidade Católica de Lovaina (KU Leuven), Universidade Yale e Seminário de São José, Dunwoodie . Ele foi autor de mais de 700 artigos sobre temas teológicos, bem como de vinte e dois livros. Em 1994, foi signatário do documento Evangélicos e Católicos Juntos.
Ex-presidente da Sociedade Teológica Católica da América e da Sociedade Teológica Americana, e professor emérito da Universidade Católica da América, Dulles serviu na Comissão Teológica Internacional e como membro do Diálogo Luterano-Católico dos Estados Unidos.
Dulles criticou a teologia da dupla aliança , especialmente conforme entendida no documento da Conferência dos Bispos Católicos dos Estados Unidos, Reflexões sobre Aliança e Missão. Foi consultor da Comissão de Doutrina da Conferência Nacional dos Bispos Católicos.
Embora os jesuítas façam a promessa de não buscar dignidades eclesiásticas e normalmente não aceitem promoção dentro da hierarquia da Igreja, Dulles foi criado cardeal em 21 de fevereiro de 2001, pelo Papa João Paulo II. Não foi feito bispo, como normalmente acontece, pois o papa lhe havia concedido dispensa. Sua igreja titular e missão era como Cardeal-Diácono da SS. Nome de Jesus e Maria na Via Lata . Por ter atingido a idade de 80 anos antes de se tornar cardeal, Dulles nunca foi elegível para votar num conclave. Dulles tornou-se membro honorário e sem direito a voto da Conferência dos Bispos Católicos dos EUA.

## Discurso de despedida e morte
Nos últimos anos, o cardeal conviveu com os efeitos da Poliomielite que contraiu na juventude. Em 1º de abril de 2008, Dulles fez seu discurso de despedida como Professor Laurence J. McGinley de Religião e Sociedade. Como Dulles não conseguiu falar, o presidente da Fordham, pe. Joseph O'Hare, SJ, leu seu discurso. Além da perda da fala, o uso dos braços ficou prejudicado, mas sua mente permaneceu clara e ele continuou a trabalhar e a se comunicar usando o teclado do computador. O Padre Joseph McShane , SJ também o presenteou com a Medalha do Presidente da universidade naquela noite. O dia 1º de abril de 2008 também marcou a data do lançamento do livro do Cardeal, Igreja e Sociedade: The Laurence J. McGinley Lectures, 1988–2007 (Fordham University Press, 2008).
Na sua Palestra de Despedida, o cardeal refletiu sobre a sua condição de enfraquecimento:

O sofrimento e a diminuição não são os maiores males, mas são ingredientes normais da vida, especialmente na velhice. Eles devem ser esperados como elementos de uma existência humana plena.
Bem no meu 90º ano, tenho conseguido trabalhar de forma produtiva. À medida que fico cada vez mais paralisado e incapaz de falar, posso identificar-me com os muitos paralíticos e mudos dos Evangelhos, grato pelo cuidado amoroso e hábil que recebo e pela esperança da vida eterna em Cristo. Se o Senhor agora me chama para um período de fraqueza, sei bem que o seu poder pode ser aperfeiçoado na enfermidade. "Bendito seja o nome do Senhor!"

Em 19 de abril de 2008, o Papa Bento XVI fez uma visita ao enfermo Dulles durante sua visita aos Estados Unidos. Dulles preparou seus comentários escritos ao papa antes da visita.
Dulles morreu aos 90 anos em 12 de dezembro de 2008, na Universidade Fordham, no Bronx, onde morou por muitos anos. Seus restos mortais foram enterrados no cemitério jesuíta em Auriesville, Nova Iorque .